# エスケボルン鉱
エスケボルン鉱(Eskebornite)は、化学式CuFeSe2のセレン化鉱物である。正方晶系の結晶で、真鍮色である。厚平板結晶として見られることもあるが、他のセレン化鉱物と相互成長することが多い。黄銅鉱グループの1つである。

## 発生
1949年にドイツの鉱物学者パウル・ラムドールがハルツ山地のエスケボルン坑道で発見し、発見地の名前に因んで命名された。セレン鉛鉱、セレン水銀鉱、セレン銅鉱、セレン銀鉱、ウマンゴ鉱、ジェフロワ鉱、シャメアン鉱等の他のセレン化鉱物と一緒に見られることが多い。しかし、また黄銅鉱、閃ウラン鉱、アンケル石、苦灰石等と一緒に見られることもある。